# Confédération Internationale du Jeu de Balle
La Confédération Internationale du Jeu de Balle (in italiano: "Confederazione Internazionale di Gioco della Palla"), abbreviata CIJB, è un'istituzione fondata originariamente a Bruxelles nel 1928, su iniziativa delle federazioni nazionali di Belgio, Francia e Paesi Bassi. 

Lo scopo della Confederazione è promuovere la pratica delle diverse varianti di giochi sferistici, e favorire le competizioni internazionali fra le federazioni aderenti ne fanno parte 19 paesi ed ha sede a Valencia.

## Storia
Non si conosce molto dei contatti tra le associazioni sferistiche di diversi Paesi prima del XIX secolo. 

### Primi contatti internazionali
Si ha notizia di una "competizione fra nazionali" di "pelotisti" francesi e spagnoli del 1846. 
Risulta anche che nel 1887 furono stabiliti dei contatti tra Jan Bogtstra, l'allora presidente del PC di Franeker nei Paesi Bassi e Louis Demal, presidente della Société Royale du jeu de petit balle au tamis di Bruxelles (Belgio). Demal invitò i giocatori del PC a partecipare alla competizione di gioco della palla che la Société aveva organizzato in ottobre sulla Place du Grand Sablon a Bruxelles. 

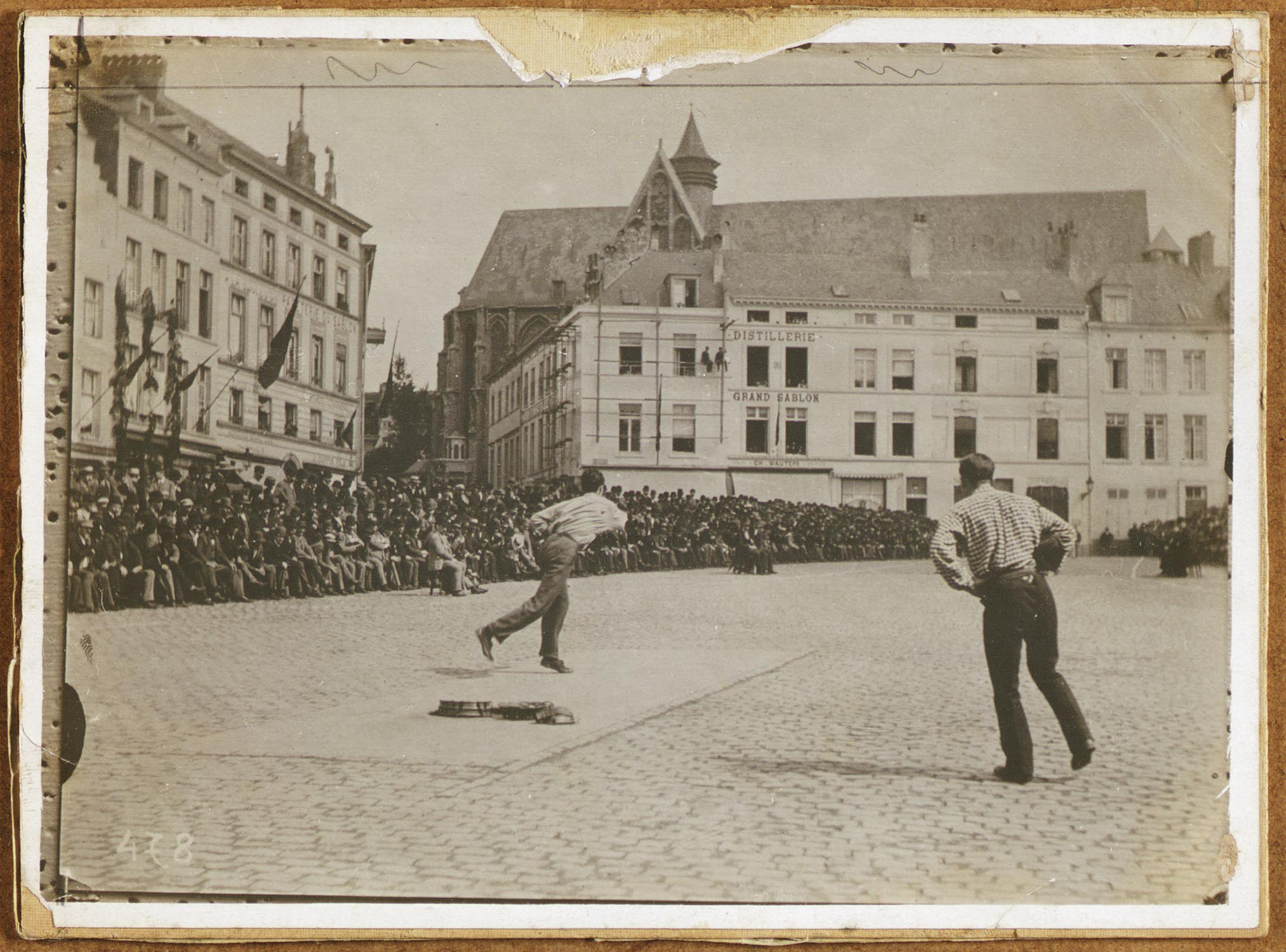
Foto di una partita del jeu de petite balle au tamis del 1890

A ciò seguì, l'anno dopo, la dimostrazione del balle au tamis che la delegazione di dieci giocatori belgi diede durante la XXXV edizione del PC.

In quello stesso 1888, anno in cui la Société festeggiava il suo cinquantesimo anniversario, il consiglio direttivo del PC fu invitato ai festeggiamenti a Bruxelles e Jan Bogtstra fu nominato membro onorario della Société belga.

### Competizioni internazionali
Nel corso del tempo poi, sotto la definizione di "competizioni internazionali" si svolsero delle partite di palla sia in Belgio che nei Paesi Bassi con giocatori provenienti da entrambi i paesi. Quando erano nel Belgio, gli olandesi si cimentavano nel gioco belga, invece, mentre erano in Olanda, i belgi giocavano alla pallamano frisone. Col passare del tempo, nel Belgio la specialità del jeu de pelote più tardi conosciuta come balle pelote, prese a diventare maggiormente diffusa e seguita rispetto alla vecchia balle au tamis. Nel 1893 a Franeker fu organizzata una "partita internazionale di pallamano" tra giocatori francesi, belgi, olandesi e frisoni. Comunque, anche le associazioni di pallamano olandesi di Sneek e Leeuwarden invitarono regolarmente, ricambiati, i giocatori delle associazioni belghe.

### La prima guerra mondiale
Durante la prima guerra mondiale i Paesi Bassi rimasero neutrali, ma dalla capitolazione belga dopo l'assedio di Anversa, un terzo dell'esercito belga con un nutrito seguito di civili, fuggì verso i Paesi Bassi. Gli olandesi si trovarono costretti a internare i profughi quanto più possibile lontano dal confine belga per timore di essere in qualche modo trascinati nel conflitto. Così molti soldati furono internati a Leeuwarden e tra loro ci furono diversi giocatori di jeu de pelote. Questi come passatempo durante quel periodo di internamento, si trovarono a giocare a palla nel cortile della caserma della città belga. Successivamente furono organizzate delle partite di "pallamano" in vari luoghi dei Paesi Bassi, a cui i belgi poterono partecipare, inclusa una volta ad Amsterdam nel 1915. Il culmine della partecipazione belga alle competizioni in quelle terre, si verificò nel 1917, anno in cui i giocatori belgi August van Lierde, Emile Hoyois e George Herphelin, internati nella caserma di Harderwijk, vinsero il prestigioso torneo PC.
Terminata la guerra, gli scambi reciproci ripresero gradualmente. Nel 1923, ad esempio, giocatori belgi tornarono a giocare nel PC e i giocatori di pallamano frisone furono invitati dall'associazione Bar de le Ville di Bruxelles.

### Istituzione del CIBPP
All'alba dei giochi olimpici moderni, gli sport sferistici furono ufficialmente inseriti due volte: nel 1900 a Parigi dove si giocò la palla basca, e nel 1908 a Londra dove fu presente il longue palme. Nel 1924 di nuovo a Parigi, venne inserita ancora una volta la palla basca, anche se solo come sport dimostrativo. Il 13 maggio 1928 in vista dei giochi di Amsterdam, le federazioni belga, francese e quella dei Paesi Bassi, fondarono la Confédération Internationale du jeu de balle Pelote Paume, abbreviato CIBPP, fatto che fra l'altro, permise di ammettere la "palla a mano" come sport dimostrativo all'Olimpiade che sarebbe iniziata di lì a poco. Lo scopo della Confederazione infatti, era promuovere in seno al CIO, gli sport sferistici degli aderenti. 
Già l'anno successivo durante il convegno annuale della Confederazione, l'allora presidente, il belga F. Cosme, riferiva che le federazioni nazionali aderenti avevano compiuto dei passi in direzione dei rispettivi comitati olimpici nazionali, affinché il gioco potesse entrare a far parte delle discipline olimpiche, dando già per scontata la partecipazione alle successive olimpiadi del 1932 a Los Angeles, cosa che non fu. Nello stesso frangente si annunciava un "campionato europeo" in cui le rappresentative delle tre federazioni si sarebbero sfidate a Liegi ed Anversa, per poi disputare la finale a Bruxelles.
Il jeu de pelote del Belgio e della Francia settentrionale venne dichiarato "specialità sportiva internazionale del gioco della palla". In effetti la prima competizione ufficiale a squadre ebbe luogo proprio a Bruxelles nel 1930. I tornei si ripeterono annualmente eccetto che nel 1933.

Nella riunione annuale del 1932, con il cambio di presidenza, passata ad un altro belga: R. Fronville, si discusse ancora la possibilità di partecipare alle olimpiadi di Berlino del 1936, anche se con non molta convinzione. Un altro punto in discussione, che negli anni a venire tornò ad essere dibattuto, a volte con posizioni dure, fu la dimensione e la fattura della palla da utilizzare nelle competizioni internazionali.

In realtà, nonostante i buoni propositi, si dovette attendere il 1968 e le olimpiadi di Città del Messico perché uno sport sferistico fosse nuovamente rappresentato ai Giochi, anche se ancora solo come sport rappresentativo e quest'ultimo fu ancora una volta la palla basca, la cui federazione però, non era affiliata alla Confederazione.

### I contatti con l'Italia
Fino ai primi anni '70 la CIBPP, fu composta solo dalle federazioni di Francia, Olanda e Belgio, che organizzarono le competizioni "internazionali" fra loro. Inoltre, le federazioni di pallamano frisone e jeu de pelote belga continuarono ad invitarsi reciprocamente per partecipare a competizioni in cui venivano giocate entrambe le varianti. 

Nei primi anni '70, ci fu il primo evento in cui venne convocata una nazionale italiana di pallone. L'allora Commissario Tecnico Bruno Sola, chiamò ad Alba nello sferisterio Alessandro Mermet i migliori giocatori di serie A del pallone elastico dell'epoca, ovvero: Bertola, Berruti, Balocco, Canta e Belmonte, e sconfisse nettamente la compagine francese del ballon au poing di Amiens. 
Invece nel 1972 i pallonisti italiani parteciparono per la prima volta ad un torneo della CIBPP, pur senza esserne tesserati. 

Su richiesta delle altre federazioni, nel 1973 l'olandese KNKB sviluppò un nuovo gioco di pallamano che avrebbe dovuto sostituire il jeu de pelote quale "gioco internazionale". Questo venne ufficialmente testato nel 1978, ma non piacque, per vari motivi; per cui, per un certo periodo, il jeu de pelote restò la specialità internazionale, che anche gli olandesi ormai inserirono nel proprio programma estivo. Ad ogni modo, le altre federazioni accettarono di gareggiare anche alla palla elastica, ovvero una variante del pallone, giocata nel bresciano con una palla da tennis pelata.

Nel 1975 fu Bartolo il CT che guidò la Nazionale Italiana nei Paesi Bassi: della squadra facevano parte Sirotto, Gola, Bilia, Galliano, Devia e Berruti, quest'ultimo assai applaudito per gli spettacolari fuori campo.
Nel 1977 ci fu la trasferta italiana in Belgio a Floreffe: alla guida del CT Sergio Corino, si cimentarono i giocatori bresciani Zanotti, Cinelli, Palini e Reculiani.

Gli italiani alla fine entrarono ufficialmente nella Confédération solo nel 1979 che in quel frangente, cambiò nome in Confédération Internationale du Sport Ballant Europeen (CISBE); ma non passò molto tempo prima che diventasse definitivamente la Confédération Internationale du Jeu de Balle (CIJB). Quest'ultimo cambio di denominazione fu dovuto al desiderio di espandersi oltre la sfera europea.

Negli anni '80, i quattro paesi aderenti organizzarono e si batterono periodicamente in quadrangolari, tuttavia i pallonisti italiani più forti, spesso preferirono dedicarsi ai concomitanti impegni nazionali, piuttosto che gareggiare nelle competizioni internazionali.

### CIJB e l'adesione valenciana
Non senza un certo disappunto, il CIJB si vide negata l'ammissione del jeu de pelote come sport dimostrativo ai Giochi Olimpici di Barcellona del 1992, mentre invece la pelota basca ebbe ancora questo onore. Un mese dopo la cerimonia di chiusura, i pilotisti  valenciani giocarono un'amichevole contro i giocatori belgi a Soignies. I direttori delle associazioni presenti, che avevano anche buoni contatti internazionali, notarono che c'erano tante somiglianze tra lo jeu de pelote e il llargues valenciano, tanto che avrebbero potuto essere riuniti sotto lo stesso denominatore comune grazie a piccoli aggiustamenti da entrambe le parti. Questi aggiustamenti vennero fatti e la Spagna, rappresentata dai Valenciani, divenne così membro della CIJB. 
Nel 1993 fu giocato in Spagna, il primo "europeo" che sulla falsa riga di quello del rugby, fu denominato "Trofeo delle Cinque Nazioni". Le partite si giocarono secondo le regole della nuova variante internazionale chiamata Llargues. La Spagna vinse il trofeo, il Belgio arrivò secondo. In seguito si cominciò a organizzare periodicamente un torneo, alternando Campionato europeo e Campionato del Mondo, anche se non sempre si riuscì ad essere regolari nella cadenza.

Nel 2001 nei tornei si aggiunsero altre due specialità: il gioco internazionale e il fronton one-wall. 
Nel 2002, per la prima volta si svolse un torneo fuori dall'Europa, ovvero in Argentina.

Il 15 maggio 2009 la sede della Confederazione fu spostata a Valencia, e si stabilì che le lingue utilizzate nella CIJB sarebbero state lo spagnolo, il francese, l'italiano, l'olandese e il valenciano. Tuttavia le lingue che negli statuti del 2012 vengono indicate come ufficiali sono il francese, l'inglese e lo spagnolo, a cui si aggiungono le lingue "di lavoro" non ufficiali italiano, olandese e valenciano.

## Tornei internazionali
I tornei internazionali vengono assegnati dalla CIJB a uno dei paesi affiliati. I tornei più importanti sono il Campionato Europeo una volta ogni due anni e il Campionato del Mondo una volta ogni tre anni. Ci sono anche tornei internazionali per giovani (fino a 19 anni).

## Paesi membri
Possono far parte della CIJB le federazioni o le associazioni di ambito nazionale riconosciute dall'autorità sportiva nazionale e che controllano e tutelano lo sport sferistico praticato nella nazione o nella regione di appartenenza. La CIJB ne decide l'ammissione attraverso i suoi organi, eventualmente anche in via temporanea. 
I membri possono essere sospesi o perdere la loro condizione di membro su propria richiesta, oppure perché non partecipano alle attività da almeno due anni (eccetto per cause di forza maggiore), per perdita della condizione di federazione riconosciuta, o per grave sanzione disciplinare.
I membri condividono le finalità della Confédération e si impegnano a collaborare per conseguirle. Partecipano agli incontri internazionali. Accettano le decisioni del Tribunale sportivo e impongono ai propri tesserati di rispettare i regolamenti e le decisioni in genere della CIJB.
Sono (o sono stati) membri della Confederazione Internazionale del Gioco della Palla:
| Europa       | Europa              | Europa     | Europa      | Europa   |  |
| ------------ | ------------------- | ---------- | ----------- | -------- |  |
| Belgio       | Comunità Valenciana | Francia    | Inghilterra | Italia   |  |
| Paesi Baschi | Paesi Bassi         | Portogallo | Spagna      |          |  |
| America      |                     |            |             |          |  |
| Argentina    | Bolivia             | Cile       | Costa Rica  | Colombia |  |
| Ecuador      | Messico             | Paraguay   | Perù        | Uruguay  |  |
| Venezuela    |                     |            |             |          |  |
| Asia         |                     |            |             |          |  |
| India        |                     |            |             |          |  |

### Video
- (EN) Federació de Pilota Valenciana, What is the CIJB?, su YouTube, 23 maggio 2018. URL consultato il 15 settembre 2024.